# Feist
Leslie Feist (Amherst, 13 de fevereiro de 1976) é uma cantora canadense. Ela apresenta a solo com o nome Feist e participa da banda Broken Social Scene.

## Biografia
Leslie Feist Nasceu em Amherst, Nova Escócia. Aos 15 anos, iniciou-se na música. A moça fundou e era a vocalista de uma banda punk de Calgary, chamada Placebo (não confundir com a famosa banda inglesa Placebo). O grupo venceu um concurso de bandas local e recebeu como prêmio o direito de tocar num show cuja atração principal eram os Ramones. Em 1998, a cantora mudou-se de Calgary para Toronto. No ano seguinte, tornou-se guitarrista da banda By Divine Right e lançou o seu álbum primeiro álbum solo, Monarch (Lay Your Jewelled Head Down).
Em 2000, Feist mudou-se para um apartamento na Queen street West, "um apartamento lendário chamado 701", em cima do sexshop Come as you are, com a amigo de um amigo, Merrill Nisker, que então começou a tocar como músico electro-punk, sob o nome "Peaches". Feist apareceu como vocalista convidada em The Teaches of Peaches, álbum de Peaches. Também conheceu o músico Gonzales durante essa altura. Enquante esteve na Europa colaborou com o duo de noruegueses Kings of Convenience como vocalista convidada no álbum Riot on a Empty Street. Ela também aparece no álbum de The New Deal, Gone Gone Gone, de 2003, e no álbum de Apostle of Hustle, Folkloric Feel, de 2004.
Feist gravou o seu segundo álbum a solo, Let It Die, em Paris em 2002 e 2003. Este álbum continha uma combinação de jazz, bossa nova e indie rock, tendo sido aplaudido como um dos melhores álbuns pop do Canadá de 2004 e atraiu uma significante audiência internacional. Nas gravações e nas performances, Feist tocou com uma Guild Starfire de 1965 que a ajudou no tom de jazz.

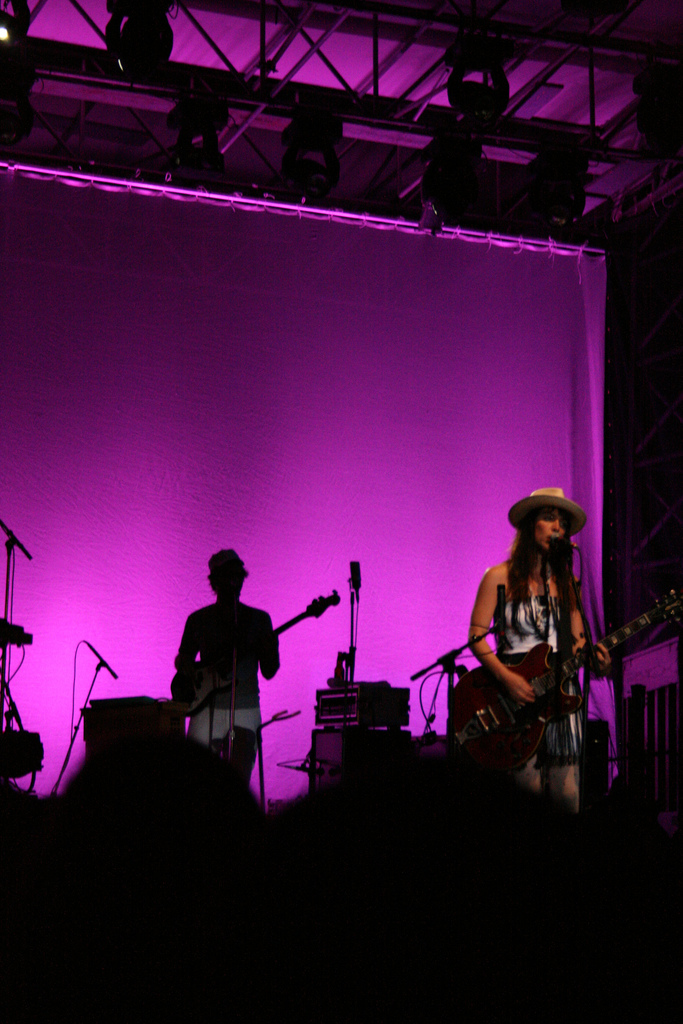
Festival de verão do Quebec - 2008

O single "Mushaboom", de Let It Die, fez parte de um anúncio para um perfume Lacoste, devido à sua popularidade na França, onde gravou Let it Die. Em 2005, contribuiu para a música da UNICEF "Do They Know It's Hallowe'en?"
No início de 2006, Feist voltou à Europa para gravar o álbum sucessor de Let It Die com Gonzales, Mocky, Jamie Lidell, and Renaud Letang. O terceiro álbum solo de Feist, The Reminder, foi lançado em 23 de abril de 2007 na Europa, e foi lançado em 1 de maio no Canadá, nos EUA e no resto do mundo. Recentemente colaborou com a sua colega de apartamento Peaches numa faixa intitulada de " Give 'Er", que apareceu no álbum Impeach My Bush, de Peaches. Feist contribuiu para as vozes de fundo. Emprestou também a sua voz para duas faixas "La Meme Histoires" e "We're All in the Dance" na banda sonora do filme Paris je t'aime.
Feist viu vários artistas fazerem "covers" das suas músicas como os neoescoceses Travis MacRae e Buck 65, bem como a sua bem conhecida banda Broken Social Scene e colega de turné Bright Eyes. Buck 65, com quem Feist fez turnes como abertura de show, apareceu no videoclipe "One Evening". Feist colaborou também com The Postal Service.
Feist namora Kevin Drew, líder da banda Broken Social Scene.

## Discografia

### Álbuns
- Monarch (Lay Your Jewelled Head Down) (1999)
- Let It Die (2004)
- Open Season (2006)
- The Reminder (2007)
- Metals (2011)
- Pleasure (2017)

### Broken Social Scene
- You Forgot It in People (2002)
- Bee Hives (2004)
- Broken Social Scene (2005)

### Colaborações
- Folkloric Feel (2004) por Apostle of Hustle
- Riot on an Empty Street (2004) por Kings of Convenience
- Navy Brown Blues (2006) por Mocky
- Islands In The Stream (2008) álbum em parceria com Constantines

### Singles
- "It's Cool to Love Your Family" (1999)
- "Mushaboom" (2004)
- "Mushaboom (re-issue)" (2004)
- "One Evening" (2004)
- "Inside and Out" (2005)
- "Secret Heart" (2006)
- "My Moon My Man" (2007)
- "1234" (2007)
- "I Feel It All" (2008)
- "Sea Lion Woman" (2008)
- "I Feel It All (Remixes)" (2008)
- "Honey, Honey" (2008)
- "How Come You Never Go There" (2011)
- "The Bad In Each Other" (2012)
- "Bittersweet Melodies" (2012)

## Covers
- Bee Gees – "Love You Inside Out"
- Broken Social Scene – "Lover's Spit"
- The Kinks – "Nothin' in the World Can Stop Me Worryin' 'Bout That Girl"
- Ron Sexsmith – "Secret Heart"
- Peaches – "Lover Tits"
- The Beatles – "We Can Work It Out"
- Nina Simone – "Sea Lion Woman"
- Mastodon – "Black Tongue"

## Prêmios e indicações

### 2003
- Prêmio Juno Award para Álbum Alternativo do Ano - "You Forgot It in People" na banda Broken Social Scene

### 2005
- Prêmio Juno Award para Álbum Alternativo do Ano - Let It Die
- Prêmio Juno Award para Novo Artista do Ano
- Indicação Juno Award para Vídeo do Ano - "One Evening" Dirigido por George Vale.

### 2006
- Indicação Juno Award para Single do Ano - "Inside and Out"
- Prêmio Juno Award para Álbum Alternativo do Ano - "Broken Social Scene" na banda Broken Social Scene
- Indicação MuchMusic Video Award - "Mushaboom"

### 2007
- Indicação Polaris Music Prize - The Reminder
- Indicação CBC Radio 3 Bucky Award para Melhor canção que pode ser um futuro clássico - "1234"
- Indicação MuchMusic Video Award - "My Moon My Man"

### 2008
- Indicações no Grammy Award:
  - Melhor vocal pop feminino
  - Melhor novo artista
  - Melhor álbum de vocal pop – The Reminder
  - Melhor vídeo musical curto – "1234"
- Indicação Brit Award - Melhor Artista Internacional Feminina
- Prêmio Shortlist Music Prize - The Reminder
- Prêmio no Juno Award:
  - Artista do ano – Feist
  - Compositor do ano – Feist, por "1234", 'My Moon My Man', e 'I Feel It All'"
  - Single do ano – "1234"
  - Álbum do ano – The  Reminder
  - Álbum pop do ano – The Reminder
- Independent Music Awards:
  - Prêmio Álbum do ano - The Reminder
  - Prêmio Artista Solo Favorito - "Feist"
  - Indicação Single do ano - "1234"
  - Indicação Vídeo do ano - "1234" - Dirigido por Patrick Daughters